# Минами (Иокогама)
Минами (яп. 南区 Минами-ку, [mi.nami ku̥]) — район города Иокогама префектуры Канагава в Японии. По состоянию на февраль 2010 года площадь района составляла 12,67 км ², население — 197 019 человек.

## География
Район Минами находится в восточной части префектуры Канагава, и к югу от географического центра города Иокогама. Большие здания и жилые комплексы находятся на периферии, окружённые автомобильными и железными дорогами; остальную же часть района занимает жилой массив. Река Оока — крупнейшая река в районе, а весной многие сакуры начинают цвести на её берегах. Джимо-дзи — является старейшим буддийским храмом в Иокогаме, расположенный в южной части района.

## История
Ранее, во время периода Камакура, площадь современного Минами была частью территории в провинции Мусаси, которая контролировалась непосредственно сёгунатом Токугава. Во время периода Бакумацу (в 1863 году), район был местом инцидента, в котором, Ронина убил солдат Франции. После реставрации Мэйдзи, область была передана в новой округ — Кураки (префектура Канагава), и разделён на многочисленные деревни. Площадь района была включена в растущий город Иокогама не сразу, а в четыре этапа: в 1895, в 1901, в 1905 и в 1927 году. С 1 октября 1927 года, что район Минами стал частью района Нака в Иокогаме. 1 декабря 1943 года, район Нака был разделён на районы Нака и Минами. В главной административной реорганизации 1 октября 1969 года, Минами делился на сегодняшние районы Минами и Конан.
Коганеко, область известна со времён Второй мировой войны чёрным маркетингом и борделями, была расположена вдоль реки Оока на территории Минами. В рамках подготовки к 150-летию Иокогамского порта в 2009 году, полиция прогнала проституток из района, а начиная с 2005 года, район претерпел реконструкцию.

## Экономика
Район Минами, в основном, является региональным торговым центром в Иокогаме и в Токио, из-за его обширной инфраструктуры пригородных поездов.

## Инфраструктура
Через район проходят основные шоссе и магистрали:
- Shuto Expressway Kanagawa No. 3
- Yokohama Yokosuka Road
- Route 16
- Kanagawa Prefecture Road 21
- Kanagawa Prefecture Road 218

А также железные дороги:
- Keihin Electric Express Railway
- Yokohama City Transportation Bureau

На территории района функционирует городская детская больница.